# Wagenhoff
Wagenhoff là một đô thị thuộc the huyện Gifhorn, trong bang Niedersachsen, Đức. Đô thị này có diện tích 4,32 km².